# Požega (Kroatien)
Požega  er administrationsby  i distriktet Požega-Slavonia i regionen Slavonien,  i det østlige Kroatien.

## Geografi
Stedet ligger lidt nordvest for Slavonski Brod i en  højde af  152 moh. i Požega-bassinet, som blev kaldt Vallis aurea (den gyldne dal) i romertiden. Orljava, en biflod til Sava, løber  gennem byen.
Det centrale bytorv  har en række seværdigheder og betragtes som et af de smukkeste torve i Kroatien. Her finder du Helligåndskirken, et franciskanerkloster, rådhuset og en pestsøjle fra 1749.
Byens økonomi er i høj grad baseret på  turistsektoren, så der er næppe nogen store industrivirksomheder i byen, også givet manglen på motorvejs- og jernbaneforbindelser. Landbruget spiller også en vigtig rolle i det omkringliggende område.

## Historie
I romertiden hørte området til provinsen Pannonien ; I løbet af folkevandringerne flyttede goterne og derefter langobarderne fra den midterste Donau mod Italien, før de slog sig ned i det 6. til 7. århundrede. Sydslaviske kroater slog sig ned i det 19. århundrede. I slutningen af det 9. århundrede invaderede ungarerne endelig den pannoniske slette og tog også Slavonien i besiddelse. 
Požega blev første gang nævnt i et dokument i 1227. På grund af sin strategiske placering spillede den tidligt en vigtig rolle inden for Slavonien, som lå på grænsen til de små sydslaviske kongeriger i middelalderen, der etablerede sig mellem Ungarn og Byzans. Mens byen stort set forblev upåvirket af korsfarerhærenes passage langs Donau, begyndte urolige tider i slutningen af middelalderen med fremkomsten af osmannerne, som konstant kæmpede grænsekampe med ungarerne. Med ungarernes nederlag i slaget ved Mohács (1526), godt 100 km nordøst for byen faldt Požega også under tyrkisk herredømme, selvom befolkningen forblev katolsk og bispedømmet også eksisterede

### Østrigsk herredømme
I 1688 lykkedes det endelig for Habsburgerne at fordrive tyrkerne fra Ungarn; herefter var det den 15 km syd for Požega danner Sava-floden grænsen til Bosnien, som stadig var under tyrkisk styre, mens Slavonien blev udvidet af østrigerne til en befæstet grænseprovins, hvor defensive bønder blev bosat for at beskytte sig mod tyrkerne. 
Talrige barokke bygninger former stadig byens udseende i dag. I 1763 blev der oprettet et universitet, Academia Possegana, men det eksisterede kun indtil 1774.  I 1800-tallet kom et apotek, et posthus og en hel række handels- og fremstillingsvirksomheder til. I det 19. århundrede fik Požega tilnavnet "Slavonian Athens"; En lang række kulturelle foreninger og institutioner opstod, hvoraf mange har overlevet til i dag. Disse omfatter biblioteket, koret, Požega frivillige brandvæsen, et trykkeri og siden 1863 dets eget magasin.  Det østrig-ungarske kompromis fra 1867 tilfredsstillede ikke de sydslaviske kroater, da kun østrigsk fremmedstyre blev erstattet af ungarsk styre.

### Den jugoslaviske tid
Først efter 1. verdenskrig var det muligt at løsrive sig fra det habsburgske monarki; Požega var herefter jugoslavisk. Dette blev efterfulgt af perioden med Ustaše-diktaturet og indførelsen af kommunismen under Tito. Požega overlevede Jugoslaviens opløsning i 1991 uskadt, selvom der lidt øst for Osijek  var nogle  voldsomme kampe med den jugoslaviske folkehær (JNA). Naboområdet Østslavonien forblev under FN-administration, indtil det blev reintegreret i Kroatien i 1998; Siden da er situationen vendt tilbage til normalen. Den serbiske befolkning var omkring 22,7 i 1991 %, 2001 6,5 %.